# 凛 (歌手)
凛（りん）は、日本の女性歌手、作詞家。
宮城県仙台市出身。Lantis所属（歌手として）、スマイルカンパニー所属（作詞家として）。ハロー!プロジェクトの元メンバー。シェキドルとしてアイドル活動のち転向。自身の歌手活動の他に、アーティストや声優のCD作品の仮歌やコーラスも数多く担当している。本名は末永 真己（すえなが まみ）。作詞家として活動する際は、末永真路や末永 茉己（読みは同じ）という名義も用いている。
フランス語の詩も書くことがある。2020年アニソンバンドReyのヴォーカリスト「原田謙太」と新ユニットダ・ヴィンチ:ポワロを結成（トミカ50周年記念アニメ「トミカ絆合体アースグランナーED主題歌）

## 略歴
2歳の時、スカウトされモデルデビュー。地元のCMや銀行のポスターなどで活動するも、学校でいじめに遭い中学生の頃に引退。歌は独学。15歳時ソニーミュージックオーディション合格。ソニーミュージックの新人開発・発掘セクション「ソニーミュージックアーティスツ」（当時）現「サウンドディベロップメント」出身。
2001年、つんく♂プロデュースによるハロー!プロジェクトの女性アイドルグループ「シェキドル」に追加メンバーとして加入、メジャーデビュー。アニメ『クレヨンしんちゃん』エンディング担当。体調不良により脱退。以降アーティストの仮歌、玉置成実のコーラスコーラスアレンジ、SisterQの作詞（末永真路名義。後に末永茉己に改名）などの活動後、島崎貴光プロデュースにより「凛」として2006年にアーティスト活動を開始。
2007年9月12日、島崎貴光プロデュースで「プロジェクト-凛-」という名前でバックアップメンバーと、ミニアルバム「凛として…」でデビュー。同年9月22日、東京ゲームショウ2007（幕張メッセ）で歌唱。翌年、TM NETWORKの木根尚登のLiveへゲスト出演。
2009年、末永茉己名義にて、作詞家としての活動を開始。翌年2010年、東北にて「凛 結婚式プロジェクト」を展開（無料配布CD「ハレルヤ」4か月で1万枚を達成し、現在配布終了）。
この頃心因性の失声症を発症し、一時的に声を失う。数か月の治療を経て復帰。凛の『聴いてくれてありがとう』ラジオ開始。
2011年11月23日、「TRUTH/片翼-ツバサ-の行方」（テレビ東京系アニメ『クロスファイト ビーダマン』オープニング、エンディング曲）でLantisよりメジャーデビュー。翌年1月、次世代ワールドホビーフェア（京セラドームと幕張メッセ）にて3日間歌唱。
2011年3月11日、自身の実家も東日本大震災の影響で「大規模半壊」の被害を受ける。家族や友人の不幸に心を痛め、できる限りチャリティー活動には積極的に参加。
2012年3月11日、声優の井上和彦やかないみかの直々の声掛けで、声援団の一員として、原宿アストロホールで震災復興チャリティイベント「Don't Forget 311 声援団 笑顔を届けたい」に参加。
2013年3月11日、下北沢・Cafe KICKにて、声優の井上和彦が団長を務める、声援団のチャリティーイベントに参加。
2014年8月30日、地元・仙台、24時間テレビの野外ステージにて歌唱（メジャーデビュー前の2010年より、24時間チャリティーイベントは5年連続出演）。
自身もチャリティーライブを行い、義援金を福島県相馬市新地町に送り、本人とファンの名前で相馬市新地町より礼状が贈られた。
2014年7月28日、『CR戦国無双』テーマソング「孤高の証」を制作、歌唱を担当（サンスリー、コーエーテクモゲームス、コーエーテクモウェーブ）。『CR戦国無双』新機種発表会メディア対抗バトル〜ニコファーレ夏の陣〜出演、歌唱。
2014年10月6日、『パチスロ三國志』実機内楽曲「紅の華」を制作、歌唱を担当。
2015年1月25日、嵐の二宮和也MCの番組『ニノさん』（日本テレビ系列）に日本初「仮歌シンガー 凛」として出演。同じく2015年10月、「誰にも表彰されないギョーカイ神記録」（テレビ朝日系）にて「日本一の仮歌シンガー」として出演。
2015年9月、自動車メーカー承認 車の擬人化アプリゲーム『車なごコレクション』の主題歌「Xana-シャナ-」を担当。渋谷ビジョンなどでも放映。
2020年4月、アニソンバンドReyのヴォーカリスト「原田謙太」と新ユニットダ・ヴィンチ:ポワロを結成
2020年6月、『トミカ絆合体アースグランナー』のED主題歌「僕らがヒーロー」をダ・ヴィンチ:ポワロとして担当

## 人物
小柄ながらパワフルかつ繊細な歌唱を武器とするため「激唱涙腺系！」と冠されLantisよりメジャーデビューしたが、ラジオやライブの際の喋り（MC）は非常に気が抜けており、特にライブではその差が激しくなるので、歌とのギャップに驚かれることが多い。
電化製品が異常な頻度で壊れるため、自身を「電磁波ガール」と自虐的に呼んでいる。
ポップな衣装やクールな歌唱のイメージから、「派手」という印象を持たれることがあるというが、本人曰く「気質が暗い」「地味な作業が好き」「気づいたら三日間起き続けていた」「7年位テレビがない生活をしている」「そもそも何で自分は人間の形をしているのかわからない」「ネガティ部」など、マイペースかつ独自の世界観で生きている様を度々ブログやラジオなどで発言している。
昔から非常に忘れっぽく、看護師の妹に本気で若年性健忘症の検査を勧められたことがある。本人曰く「興味がないから覚えられない」とのこと。一方でメロディなどの覚えは良い方で、集中すると、1度聴いて全部覚え1曲歌うことができるため、体にメロディー専用の録音機能がついているんじゃないか？と度々言われているといい、本人も不思議に思っている。
仮歌という職業がとても好きで、勉強になるという（縁の下の力持ち的な役割が好きなため）。自身のメジャーデビュー後も他のアーティストの仮歌（AKB48のフライングゲットなど）やコーラスの仕事を続け、公表している、ある種珍しいアーティストでもある（大抵はデビューへの足がかりとして仮歌をし、メジャーデビューが決まると仮歌をやめるアーティストが多いため）。
普通自動車の免許を持っているが、マニュアルしか運転できない。AT（オートマチック）は勝手に進むから怖い、ギア表記が英語でよくわからないためと言っている。しかし免許取得は一発合格だったという。
バーブラ・ストライサンドを敬愛している。
「数字がよくわからない」ことを度々発言。時計や地図や電車も苦手なため、「24時間早く待ち合わせ場所に着いてしまった」などの発言に番組共演者に驚かれたり困惑されることがあるものの、本人のキャラクターや空気が親しみ易いためか、大抵はその場の雰囲気が盛り上がったり和んだりする。しかし本人は生活に支障もきたし、周囲に迷惑をかけて申し訳ないと思っており、相当努力したり悩んだりしたが一向に直らないため「最近は、もうね、諦めた」と言い「こういうのを笑って許してくれる人が周りに増えた。みんな優しいんだよ」と感謝している。
映画やアニメが好きで　洋画は一日3本は観るという。好んで映画館を一人で梯子する。
自身のブログには、各種ミュージシャン、声優などがしばしば登場し、交友の様子を残している。特にOPとEDを担当したアニメ『クロスファイト ビーダマン』の女性声優らとプライベートでも親交があり、秋葉原のガンダムカフェやコスプレカラオケ、BLバーなどで「女子会」をしたりしている。
プロデューサーの島崎貴光から「動物的なのか、宇宙人的なのかよく分からないが、良い意味で普通のヒトじゃない」「凛は感覚なヒト」「第7感とか8感があると思う」などと言われている。
とにかく花に癒されるといい、ガーデニングが好き。「愛情を裏切らない感じがたまらない」のが理由。
歌っている時は「命が削れていくような感覚がする」という。
2ndシングル「情熱イズム」のジャケット撮影の打ち合わせの際、Lantisの担当者から「もっと太るように！」と指令が出たので、ビックリしながらも頑張って太り、撮影に臨んだ。
『クロスファイト ビーダマン』28話に本人役でゲスト出演。本職声優に混ざっての収録に非常に恐縮し、本番では緊張で倒れそうになったというが、ブログから、現場では声優の皆に暖かく迎えられた様子もうかがえ、ドラシアン役の伊藤健太郎には自身のツイッターにて「堂々とした役者っぷりでした！」とその姿勢を褒められている。
新曲リリースの際には自身で手作りポップを制作（「最早職人レベル」とお店の人も驚きのクオリティ）。番組内で「ポップ作りをして、カッターを持ちすぎて腱鞘炎になった（笑）」と発言。またライブの際にも自身でスクリーントーンなどを使い毎回アンケートの手作りをしている。

## プロジェクト凛メンバー
- Keyboards & Producer - 島崎貴光
- Guitar - 石井裕（Glowlamp）
- Violin - 高嶋英輔（style-3!）
- Bass - 森口翔太
- Drums - スガタノリユキ
- Manipulate & Co-SoundPeoduce - 伊藤俊
- Engineer - 星野孝文

## 作品

### ミニアルバム
|     | 発売日        | タイトル    |
| --- | ------------- | ----------- |
| 1st | 2007年9月12日 | 凛として... |

### ライブ会場限定版
|     | 発売日       | タイトル     |
| --- | ------------ | ------------ |
| 1st | 2009年6月4日 | デスペラード |

### シングル
|     | 発売日         | タイトル                 | 規格品番  |
| --- | -------------- | ------------------------ | --------- |
| 1st | 2011年11月23日 | TRUTH/片翼-ツバサ-の行方 | LACM-4883 |
| 2nd | 2012年5月9日   | 情熱イズム               | LACM-4931 |

### アルバム
|     | 発売日        | タイトル | 規格品番  |
| --- | ------------- | -------- | --------- |
| 1st | 2018年1月31日 | 凛イズム | MGCD-1001 |

#### 配信限定
iTunes Storeなどの配信サイトで販売。
|     | 発売日        | タイトル                 |
| --- | ------------- | ------------------------ |
| 1st | 2008年7月9日  | FREEDOM/Ark              |
| 2nd | 2008年11月5日 | 華燈-HANABI-/SPIDER GIRL |
| 3rd | 2010年6月14日 | ジャンヌダルク           |
| 4th | 2010年6月14日 | アンドロイド             |
| 5th | 2010年6月24日 | デスペラード             |

### シェキドル（元ハロープロジェクト）として
- 『徹底的運命』（てっていてきうんめい）は、シェキドル時代の加入1枚目のインディーズシングル。2001年4月13日発売。
- 『全体的に大好きです。』（ぜんたいてきにだいすきです。）は、シェキドル時代の加入2枚目シングル。テレビ朝日系列アニメ『クレヨンしんちゃん』の12代目のエンディングテーマとして起用された。2001年6月27日発売。
- 『愛は無敵〜二十歳の夜の誓い〜』（あいはむてき はたちのよるのちかい）は、シェキドル時代加入3枚目のメジャーデビューシングル（通算4枚目）。2001年12月5日発売。

## 作詞家としての提供作品&コーラス作品
- 加藤和樹「con・fu・sion〜心の叫び〜」（作詞）
- ななみ「笑火」（コーラス、コーラスアレンジ）
- 「秀吉、ありじゃろ歌（か）」CR戦国無双-猛将伝-」主題歌（コーラス）
- 辻魁斗（CV：柿原徹也）&神崎透（CV：江口拓也）「SWEET JEALOUSY」（作詞）ときめきレストランキャラクターソング （作詞）
- 藤澤ノリマサ「1センチの恋心」（作詞）
- CV：谷山紀章、福山潤 、小西克幸、伊藤健太郎、日野聡「WINGS TO FLY」日本テレビ系アニメ金色のコルダ Blue♪Sky主題歌（コーラス）
- CV：会一太郎「I」真・三國無双7 キャラクターソング集V〜勇武の章〜」収録（コーラス）
- PASSPO☆「キス＝スキ」「マテリアルGirl」（コーラス）
- CONNECT（岩田光央&鈴村健一ユニット）「あまいぜ！」（作詞）
- 玉置成美「Daybreak」 「EDEN」「IDentity」「No Way Back」（コーラス）
- Sister Q
  - 「“フリフリ”レディ」（作詞）
  - 「夏の媚薬」（作詞・コーラス）
  - 「Step One」（コーラス）
- 遠夜（CV：高橋直純）「永久の歌」遙かなる時空の中で4 バラエティCD収録（作詞）
- 葛城忍人（CV：中原茂）「烈〜切り拓く未来〜」遙かなる時空の中で4 バラエティCD収録（作詞）
- 梶原景時（CV：井上和彦）&ヒノエ（CV：高橋直純）「煌めきの月」遙かなる時空の中で10周年記念アニメ「遙かなる時空の中で3-終わりなき運命-」オープニング（作詞）
- 天宮静（CV：宮野真守）「Laboratory Love」（コーラス）
- 柿原徹也「thank you & smile」（作詞）
- 呂布（CV：稲田徹）「KING OF DESTROYER」KOEI「真・三國無双6」キャラクターソング集「王覇・響歌乱舞」収録（作詞）
- Mizca「マイルームディスコナイト」（コーラス）
- Flutter ♭ 「推しドキッ」(作詞)

## タイアップ

### ソロ
| 楽曲               | タイアップ |
| ------------------ | --- |
| 凛として…          | コーエー PS3『BLADESTORM 百年戦争』CMソング |
| TRUTH              | テレビ東京系アニメ『クロスファイト ビーダマン』オープニングテーマ |
| 片翼-ツバサ-の行方 | テレビ東京系アニメ『クロスファイト ビーダマン』エンディングテーマ |
| 情熱イズム         | テレビアニメ『カードファイト!! ヴァンガード アジアサーキット編』、ラジオ番組『カードファイト!! ヴァンガード アジアサーキット編RADIO!! LIMIT BREAK!!/ヴァンガードキャピタル、立ち上がれ!僕らのヴァンガード、立ち上がれ!僕らのヴァンガード サンデー』エンディングテーマ |
| 孤高の証           | 『CR戦国無双』テーマソング（サンスリー、コーエーテクモゲームス、コーエーテクモウェーブ） |
| 紅の華             | 『パチスロ三國志』実機内楽曲 |
| Xana-シャナ-       | 自動車メーカー承認 車の擬人化アプリゲーム「車なごコレクション」テーマソング |

### その他
| 楽曲           | タイアップ                            | 発売元           | 備考                      |
| -------------- | ------------------------------------- | ---------------- | ------------------------- |
| 僕らがヒーロー | トミカ絆合体アースグランナー ED主題歌 | ポニーキャニオン | ダ・ヴィンチ:ポワロとして |

## LINEスタンプ作家として
2014年9月29日、凛直筆の不思議系オリジナルキャラクター第1弾LINEスタンプ「凛&レジェンドチャイルド」発売。本人の完全アナログ手描き。
2014年10月25日、凛デザイン＆イラスト第2弾LINEスタンプ【ずんだちゃん方言スタンプだっちゃ～～＾＾】発売。「東北人にも使いづらい?かもしれない(笑)ずんだ餅スタンプ」との説明だが、本人のターゲットは「東北のみ」だったにもかかわらず、日本、台湾、香港、アメリカでも使われているという。
凛直筆LINEスタンプ第三弾 【ネガティブMAX！やるき無シープ&地味子。】。
凛直筆LINEスタンプ第四弾 【ほしでスター！ゆるキラ】。
凛直筆LINEスタンプ第五弾 【French girl [Franco-chan]-Japan-】。わかりやすいフランス語と、フランス国旗の洋服が目印の【ふらん子ちゃん】スタンプ発売。

## 出演

### ラジオ
- ファンキーモンキーシェキ（bayFM）
- POP JELLY BEANS（FM-FUJI）
- 凛の『聴いてくれてありがとう』ラジオ（2010年10月 - 2024年6月、FM愛's・FMきたかた・ラジオモンスター・エフエムいわぬま・fmいずみ）

### ネット配信
- 凛のHigh更にHIGH↑↑（2008年4月7日 - 9月22日、あっ!とおどろく放送局）
- OLIVER'S WORLD（2009年1月19日・2010年6月14日・2011年1月31日 - 、あっ!とおどろく放送局）
- 凛のHigh更にHIGH↑↑2（2012年4月8日 - 、あっ!とおどろく放送局）

### 雑誌連載
- 千葉ウォーカー インタビュー&出演&イラスト&コラム連載（シェキドル時代）